# Xyrogena grossa
Xyrogena grossa är en tvåvingeart som beskrevs av Ian David Whittington 2003. Xyrogena grossa ingår i släktet Xyrogena och familjen bredmunsflugor.
Artens utbredningsområde är Nigeria. Inga underarter finns listade i Catalogue of Life.